# Софія Елеонора Гессен-Дармштадтська
Софія Елеонора Гессен-Дармштадтська (нім. Sophie Eleonore von Hessen-Darmstadt; 7 січня 1634, Дармштадт — 7 жовтня 1663, Бінгенгайм) — принцеса Гессен-Дармштадтська, в шлюбі ландграфиня Гессен-Гомбурзька.

## Біографія
Софія Елеонора — дочка ландграфа Георга II та його дружини Софії Елеонори Саксонської, дочки курфюрста Саксонії Йоганна Георга I.
21 квітня 1650 року в Дармштадті Софія Елеонора вступила в шлюб зі своїм кузеном, ландграфом Гессен-Гомбургом Вільгельмом Крістофом. В подарунок Софія Елеонора отримала від батька амт і замок Бінгенгайм. Вільгельм Крістоф з сім'єю волів жити в Бінгенгаймі, а не в Гомбурзі. Після смерті Софії Елеонори Вільгельм Крістоф, який не мав спадкоємців чоловічої статі, одружився вдруге з Анною Єлизаветою Саксен-Лауенбурзькою. Після смерті Вільгельма Крістофа за Бінгенгайм розгорівся конфлікт, у якому перемогла регентка Гессен-Дармштадту Єлизавета Доротея Саксен-Гота-Альтенбурзька.

## Нащадки
- Фрідріх (1651)
- Христина Вільгельміна (1653—1722), одружена з Фрідріхом Мекленбурзьким (1638—1688)
- Леопольд Георг (1654—1675)
- Фрідріх (1655)
- Фрідріх (1656)
- Карл Вільгельм (1658)
- Фрідріх (1659)
- Магдалена Софія (1660—1720), одружена з графом Вільгельмом Моріцем Сольмс-Грайфенштейнським (1651—1724)
- Фрідріх Вільгельм (1662—1663)